# Wahlenbergia capitata
Wahlenbergia capitata là loài thực vật có hoa trong họ Hoa chuông. Loài này được (Baker) Thulin miêu tả khoa học đầu tiên năm 1975.